# Termidor

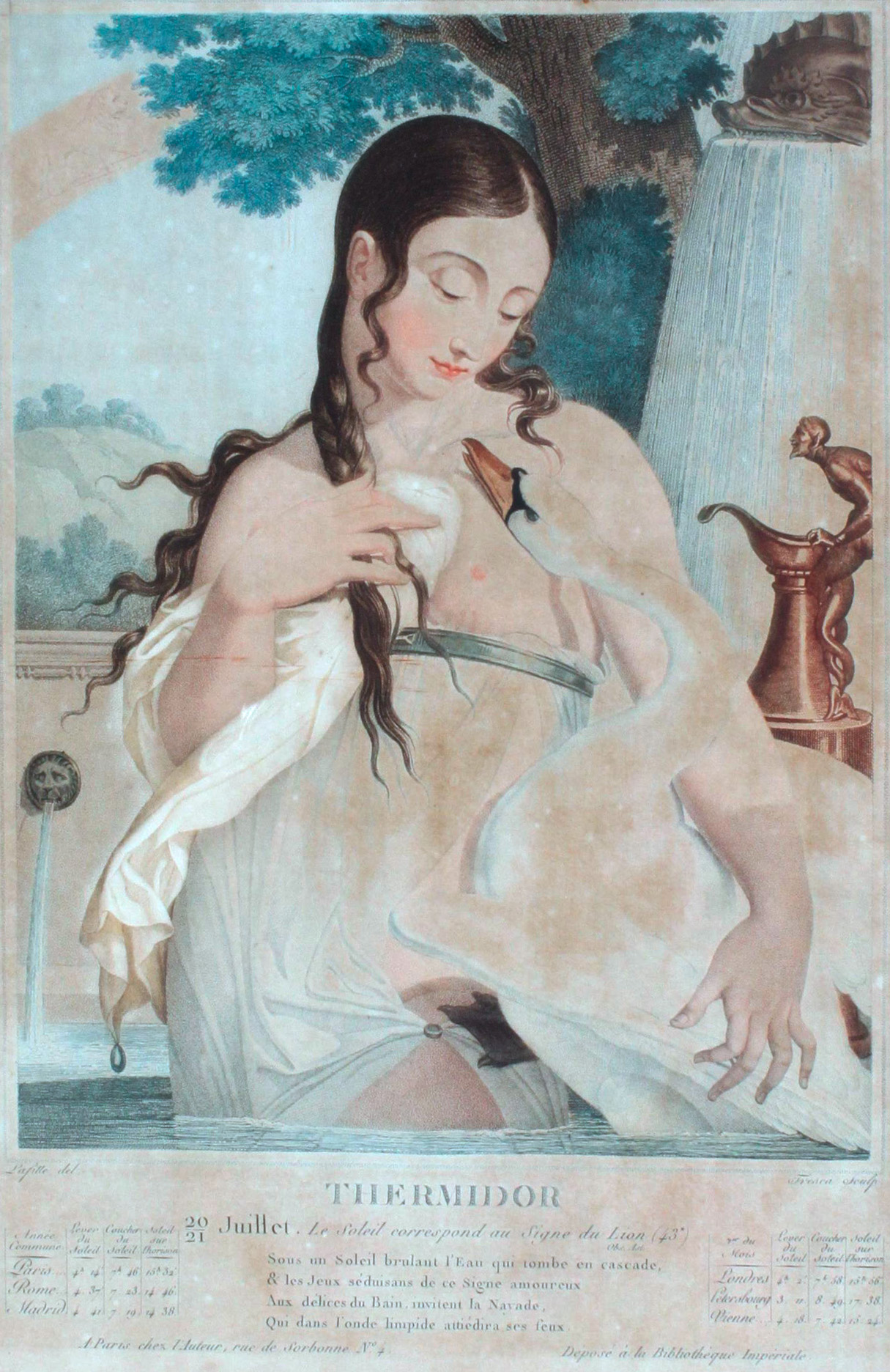
Alegoría de Termidor en un calendario republicano ilustrado por Louis Lafitte (1770-1828).

Termidor (del francés Thermidor, y este del griego thermos, 'calor') es el nombre del undécimo mes del calendario republicano francés, el segundo de la estación veraniega, que dura desde el 19 o 20 de julio hasta el 17 o 18 de agosto, según el año. Coincide aproximadamente con el paso aparente del Sol por la constelación zodiacal de Leo. Por antonomasia, el adjetivo termidoriano se aplica al periodo de la Revolución francesa conocido como Convención termidoriana, por haberse iniciado con el golpe de Estado del 27 de julio de 1794 (9 de termidor del año III) que derroca a Robespierre.

## Tabla de los nombres del día
Así como todos los meses del calendario republicano francés, Termidor tiene 30 días y está dividido en 3 décadas. Cada día tiene el nombre de una planta veraniega, excepto por el quinto (quintidi) y el décimo día (decadi) de cada década, que llevan el nombre de un animal doméstico y una herramienta o edificio agrícola, respectivamente.
|          | 1re Décade | 1re Décade                    | 2e Décade | 2e Décade              | 3e Décade | 3e Décade           |
| Primidi  | 1.         | Epeautre (espelta)            | 11.       | Panis (panicum)        | 21.       | Carline (carlina)   |
| Duodi    | 2.         | Bouillon blanc (caldo blanco) | 12.       | Salicorne (salicornia) | 22.       | Câprier (alcaparro) |
| Tridi    | 3.         | Melon (Melón)                 | 13.       | Abricot (Albaricoque)  | 23.       | Lentille (Lenteja)  |
| Quartidi | 4.         | Ivraie (lolium)               | 14.       | Basilic (albahaca)     | 24.       | Aunée (inula)       |
| Quintidi | 5.         | Bélier (aries)                | 15.       | Brebis (oveja)         | 25.       | Loutre (nutria)     |
| Sextidi  | 6.         | Prêle (equisetidae)           | 16.       | Guimauve (malvavisco)  | 26.       | Myrthe (mirto)      |
| Septidi  | 7.         | Armoise (artemisia)           | 17.       | Lin (lino)             | 27.       | Colza               |
| Octidi   | 8.         | Carthame (cártamo)            | 18.       | Amande (almendra)      | 28.       | Lupin (lupino)      |
| Nonidi   | 9.         | Mûre (mora)                   | 19.       | Genthiane (genciana)   | 29.       | Coton (algodón)     |
| Decadi   | 10.        | Arrosoir (regadera)           | 20.       | Écluse (esclusa)       | 30.       | Moulin (molino)     |

## Tabla de conversión
| I. | II. | III. | IV. | V. | VI. | VII. |

| Julio | 1793 | 1794 | 1795 | 1796 | 1797 | 1798 | 1799 | Agosto |

| I. | II. | III. | IV. | V. | VI. | VII. |

| Julio | 1793 | 1794 | 1795 | 1796 | 1797 | 1798 | 1799 | Agosto |

| VIII. | IX. | X. | XI. | XII. | XIII. |

| Julio | 1800 | 1801 | 1802 | 1803 | 1804 | 1805 | Agosto |

| VIII. | IX. | X. | XI. | XII. | XIII. |

| Julio | 1800 | 1801 | 1802 | 1803 | 1804 | 1805 | Agosto |

- Datos: Q751871